# 朱友敬
朱友敬（？—915年），五代十国後梁皇族，初代太祖皇帝朱全忠第八子。《資治通鑑》《五代会要》作朱友敬，新舊五代史作朱友孜。
907年，後梁建国後，朱全忠封朱友敬为康王。朱友敬目睛为雙瞳，自认为自己应该当皇帝。915年，四哥末帝朱友貞的张德妃死后，朱友敬派遣刺客刺杀朱友贞，但當天朱友贞作了有人刺殺自己的惡夢，驚醒，一氣之下搜遍寢室，又感覺自己掛在牆上的寶劍在動，於是拔下寶劍，捉到並手刃了殺手，朱友贞查出藏鏡人是朱友敬，处死。朱友贞对赵霖、张汉杰感慨，说差点见不到二位。於是，朱友貞对公族猜忌，遣人监视兄弟諸侯王。

## 相关传记
- 《旧五代史》梁书卷十二 宗室列传二：康王友孜，太祖第八子，末帝即位后封，以反诛。
- 《新五代史》梁书卷十三 梁家人传第一：康王友孜，目重瞳子，尝窃自负，以为当为天子。贞明元年，末帝德妃薨，将葬，友孜使刺客夜入寝中。末帝方寐，梦人害己，既寤，闻榻上宝剑枪然有声，跃起，抽剑曰：“将有变邪！”乃索寝中，得刺客，手杀之，遂诛友孜。明日，谓赵岩、张汉杰曰：“几与卿辈不相见。”由此遂疏弱宗室，而信任赵、张，以至于败亡。